# 1993 Guacolda
1993 Guacolda eller 1968 OH1 är en asteroid i huvudbältet som upptäcktes den 25 juli 1968 av de båda sovjetiska astronomerna Jurij Beljaev och Gurij Pljugin på Cerro El Roble. Den är uppkallad efter Guacolda.
Asteroiden har en diameter på ungefär 8 kilometer.